# Torpedo Berdiańsk
Torpedo Berdiańsk (ukr. Футбольний клуб «Торпедо» Бердянськ, Futbolnyj Kłub „Torpedo” Berdianśk) – ukraiński klub piłkarski, mający siedzibę w mieście Berdiańsk, w obwodzie zaporoskim.

## Historia
Chronologia nazw:
- 1911: Zakład John Greaves'a Berdiańsk (ukr. «З-д Джона Грівза» Бердянськ)
- 1914: klub rozwiązano z powodu I wojny światowej
- 192?: Metalist Berdiańsk (ukr. «Металіст» Бердянськ)
- 1936: Silmasz Berdiańsk (ukr. «Сільмаш» Бердянськ)
- 17.07.1939: Silmasz Osypenko (ukr. «Сільмаш» Осипенко)
- 1947: Traktor Osypenko (ukr. «Трактор» Осипенко)
- 1956: Torpedo Osypenko (ukr. «Торпедо» Осипенко)
- 26.06.1958: Torpedo Berdiańsk (ukr. «Торпедо» Бердянськ)
- 1972: klub rozwiązano
- 1974: Perwomajeć Berdiańsk (ukr. ««Первомаєць» Бердянськ)
- 1983: klub rozwiązano
- 1985: Torpedo Berdiańsk (ukr. «Торпедо» Бердянськ)
- 2013: klub rozwiązano

Zespół piłkarski powstał w 1911 roku w zakładzie John Greaves'a w Berdiańsku. Dwaj wnukowie angielskiego kapitalisty Greaves'a, który założył fabrykę maszyn rolniczych w Berdiańsku, po odwiedzinach w Anglii zostali zafascynowani piłką nożną i potem często grali we dwójkę w piłkę na podwórku zakładu. Ich grą zainteresował się młody tokarz Pawło Małychin, który po zapoznaniu się z regułami, zaczął organizować pierwszą drużynę w mieście w 1911 roku. Pierwszy mecz między dwoma zespołami fabrycznymi odbył się latem 1912 roku na pustkowiu, który służył jako stadion.
W 1914 roku, kiedy wielu piłkarzy zostało wysłanych na wojnę, zespół został rozwiązany. Po zakończeniu wojny domowej w ZSRR, na początku lat 20. XX wieku zespół wznowił swoje istnienie już pod nazwą Metalist Berdiańsk (na bazie zakładu Perwomajski, dawna fabryka John Greaves'a znacjonalizowana przez bolszewików).
Na początku lat 30. XX wieku został zniszczony cerkiew prawosławna, a na jej miejscu zbudowano stadion Silmash (obecnie Torpedo). Następnie klub zmienił nazwę na Silmasz Berdiańsk i od tego czasu stadion został przydzielony do klubu.
Od 1936 roku na Ukrainie zaczęły się mistrzostwa Ukraińskiej SRR wśród zespołów wychowania fizycznego. W 1937 roku zespół Silmasz zadebiutował w tych rozgrywkach. Debiut zakończył się sukcesem – 2 miejsce w swojej grupie. Niestety latem 1941 roku klub zawiesił swoją działalność z powodu ataku Niemiec na ZSRR.
Po zakończeniu wojny klub został odrodzony i przemianowany na Traktor Berdiańsk. I już w 1947 i 1948 został mistrzem obwodu zaporoskiego. Również dwa razy z rzędu – w 1949 i 1950 – zdobył puchar obwodu. Cztery razy z rzędu – od 1948 do 1951 roku – klub występował w mistrzostwach Ukraińskiej SRR wśród amatorów. W 1956 roku klub przyjął obecną nazwę Torpedo Berdiańsk i po raz trzeci wygrał puchar obwodu. W 1964 roku klub wygrał mistrzostwa Towarzystwa Sportowego Awangard.
W maju 1966 roku startował w Klasie B, 2 strefie ukraińskiej Mistrzostw ZSRR, w której występował przez 5 lat jako klub profesjonalny. W sezonie 1970 w wyniku reorganizacji systemu lig ZSRR klub spadł do niższej ligi, w której zajął końcowe, 22 miejsce i pożegnał się z rozgrywkami na szczeblu profesjonalnym. W 1971 roku klub startował w mistrzostwach Ukraińskiej SRR wśród amatorów. W 1972 nie brał udziału w mistrzostwach Ukraińskiej SRR. Ponadto zespół Torpedo został prawie rozwiązany. W latach 1974–1983 funkcjonowała drużyna zakładowa Perwomajeć Berdiańsk, która grała w rozgrywkach lokalnych. Dopiero w 1985 klub Torpedo został przywrócony. Od tego momentu zespół bierze udział w zawodach obwodowych i miejskich. W 1987 zdobył po raz trzeci mistrzostwo obwodu, a w 1989 wicemistrzostwo. W 1988 i 1990 brał udział w mistrzostwach Ukraińskiej SRR wśród amatorów. W 1991 roku klub nie brał udziału w żadnych rozgrywkach. Potem kontynuował występy w rozgrywkach o mistrzostwo miasta.

## Barwy klubowe, strój
| Czarny | Biały | Czerwony |

Zawodnicy klubu zazwyczaj grają swoje mecze domowe w czerwonych koszulkach i czarnych spodenkach.

## Sukcesy

### Trofea międzynarodowe
Nie uczestniczył w rozgrywkach europejskich (stan na 31-05-2019).

### Trofea krajowe
| \| \| Zdobyte trofea w rozgrywkach Związku Radzieckiego (stan na: 31-12-1991) \| |                                                                         |      |                                                       |
| Rozgrywki                                                                        | Osiągnięcie                                                             | Razy | Sezon(y)                                              |
| Mistrzostwo                                                                      | I miejsce                                                               | 0    |                                                       |
| Mistrzostwo                                                                      | II miejsce                                                              | 0    |                                                       |
| Mistrzostwo                                                                      | III miejsce                                                             | 0    |                                                       |
| Puchar                                                                           | zdobywca                                                                | 0    |                                                       |
| Puchar                                                                           | finalista                                                               | 0    |                                                       |
| Puchar                                                                           | 1/2048 finału:                                                          | 1    | 1967/68 (1/8 finału grupowego etapu kwalifikacyjnego) |
| II liga                                                                          | I miejsce                                                               | 0    |                                                       |
| II liga                                                                          | II miejsce                                                              | 0    |                                                       |
| II liga                                                                          | III miejsce                                                             | 0    |                                                       |
|                                                                                  | Zdobyte trofea w rozgrywkach Związku Radzieckiego (stan na: 31-12-1991) |      |                                                       |

- Klasa B (III poziom):
  - 14.miejsce (1): 1968 (2 strefa ukraińska)
- mistrzostwa Ukraińskiej SRR wśród KFK (IV poziom):
  - wicemistrz (1): 1937
- Mistrzostwa obwodu zaporoskiego:
  - mistrz (3): 1947, 1948, 1987
  - wicemistrz (1): 1989
- Puchar obwodu zaporoskiego:
  - zdobywca (3): 1949, 1950, 1956
- Mistrzostwa Towarzystwa Sportowego Awangard:
  - mistrz (1): 1964

## Struktura klubu

### Stadion
Klub rozgrywa swoje mecze domowe na stadionie Torpedo w Berdiańsku, który może pomieścić 8600 widzów.

### Sponsorzy
- "Perwomajski" – zakład budowy maszyn rolniczych (ros. Первомайский, ukr. Першотравневий)